# Секвенси
Секвенси (рос. секвенсы, англ. sequences; нім. Sequenzen) – літостратиграфічна одиниця, обмежена знизу і зверху поверхнями незгідностей. Секвенси – великі седиментаційні цикли (комплекси), утворення яких пов’язане з евстатичними коливаннями рівня Світового океану. Секвенси – послідовність генетично пов'язаних і фаціально близьких відкладів, що обмежені поверхнями згідного (безперервного) чи незгідного (з перервою у часі) залягання. 
Термін введено Л. Слосом.